# Хоргау
Хоргау (њем. Horgau) општина је у њемачкој савезној држави Баварска. Једно је од 46 општинских средишта округа Аугсбург. Према процјени из 2010. у општини је живјело 2.489 становника. Посједује регионалну шифру (AGS) 9772159.

## Географски и демографски подаци
Хоргау се налази у савезној држави Баварска у округу Аугсбург. Општина се налази на надморској висини од 465 метара. Површина општине износи 26,5 km². У самом мјесту је, према процјени из 2010. године, живјело 2.489 становника. Просјечна густина становништва износи 94 становника/km².